# Fortezza di Şuşa
La fortezza di Şuşa è una fortificazione di Şuşa, in Azerbaigian.
Fu costruita da Panah Ali Khan nel 1751, melik di Varanda, e ricostruita da ingegneri russi dopo che la regione finì sotto il controllo dell'impero zarista e servì alla difesa della città nella guerra russo-persiana del 1826.

## Struttura
Le fortificazioni sono lunghe circa due chilometri e mezzo e corrono sulla cima del colle dove è costruita la città. I muri scendono lungo il ripido versante del canyon sottostante (Hunot) fino a congiungersi con gli speroni di roccia situati a est. Una delle quattro porte di accesso è ancora intatta. Un sistema di passaggi segreti, utilizzanti anche le sottostanti grotte naturali, conducevano a uscite collocate a quote più basse.

## Galleria di imagini

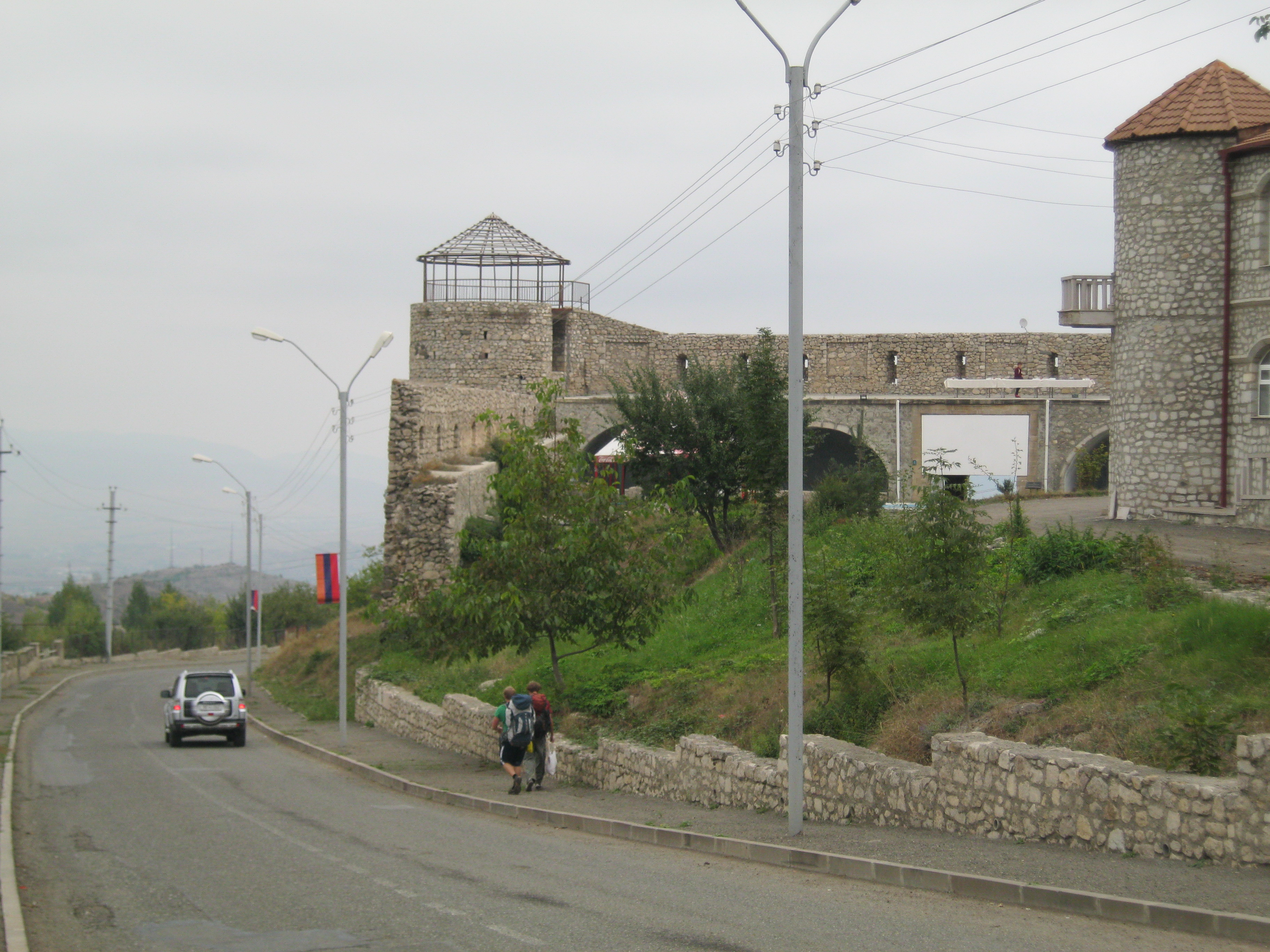
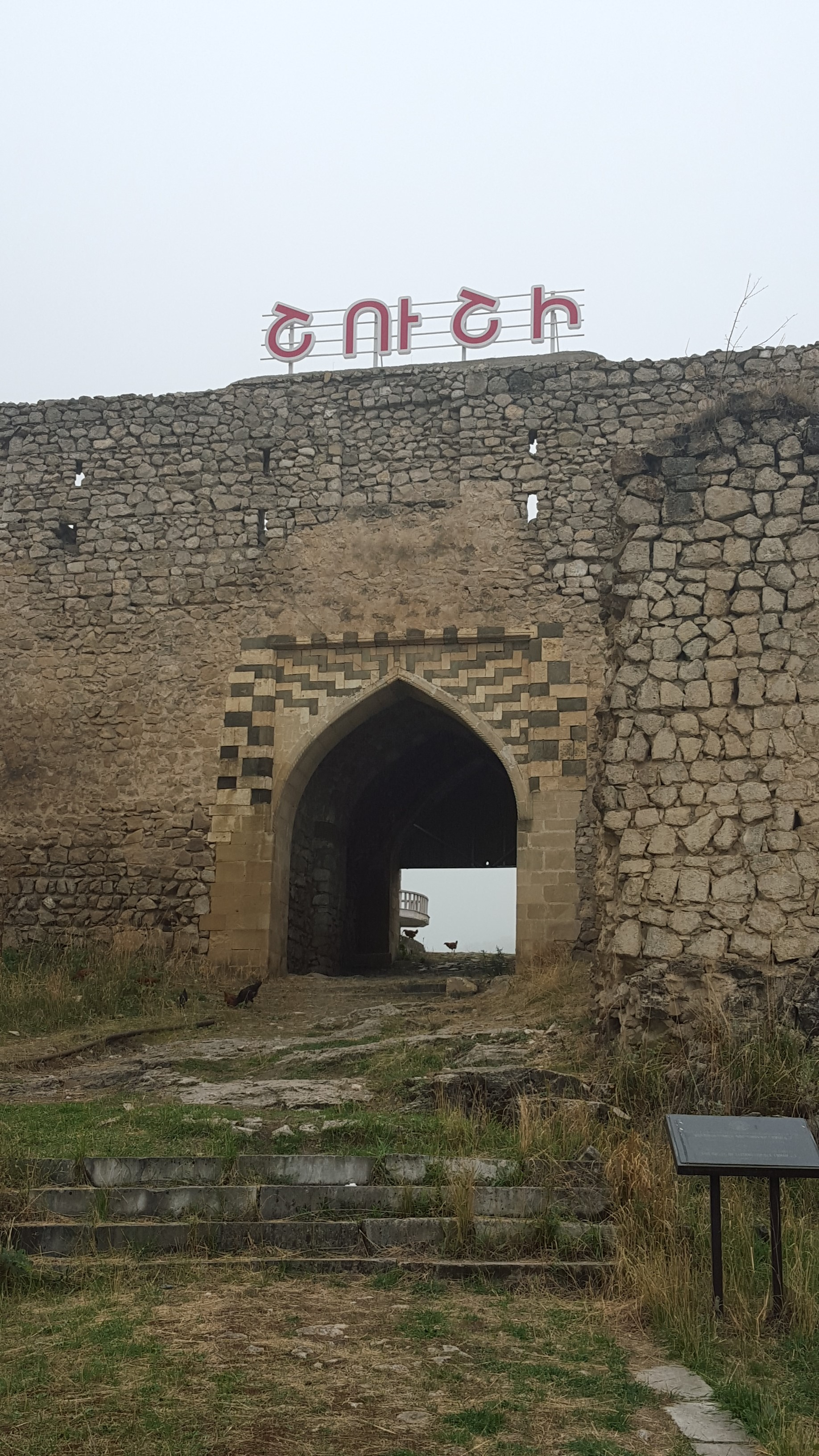
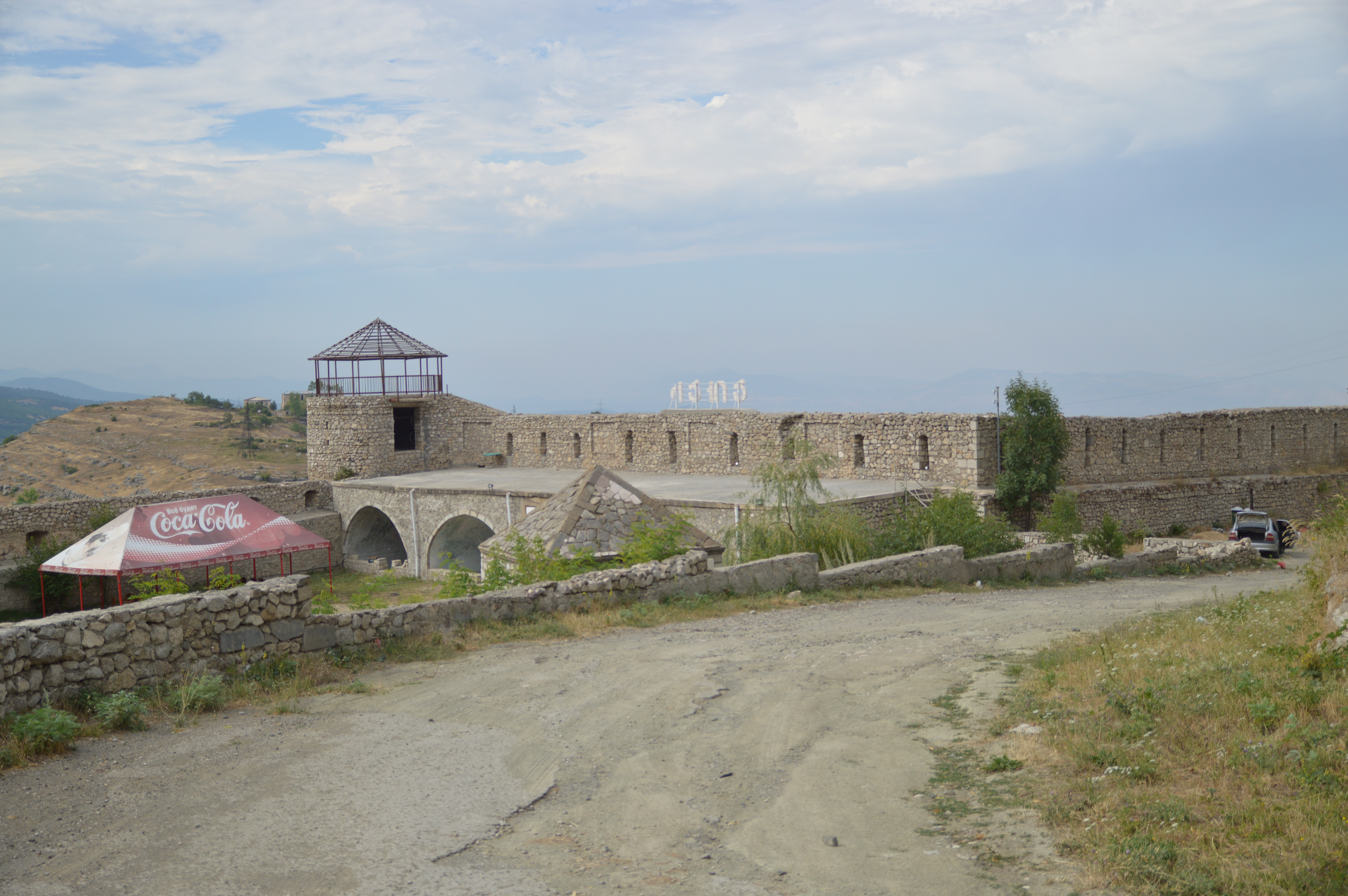
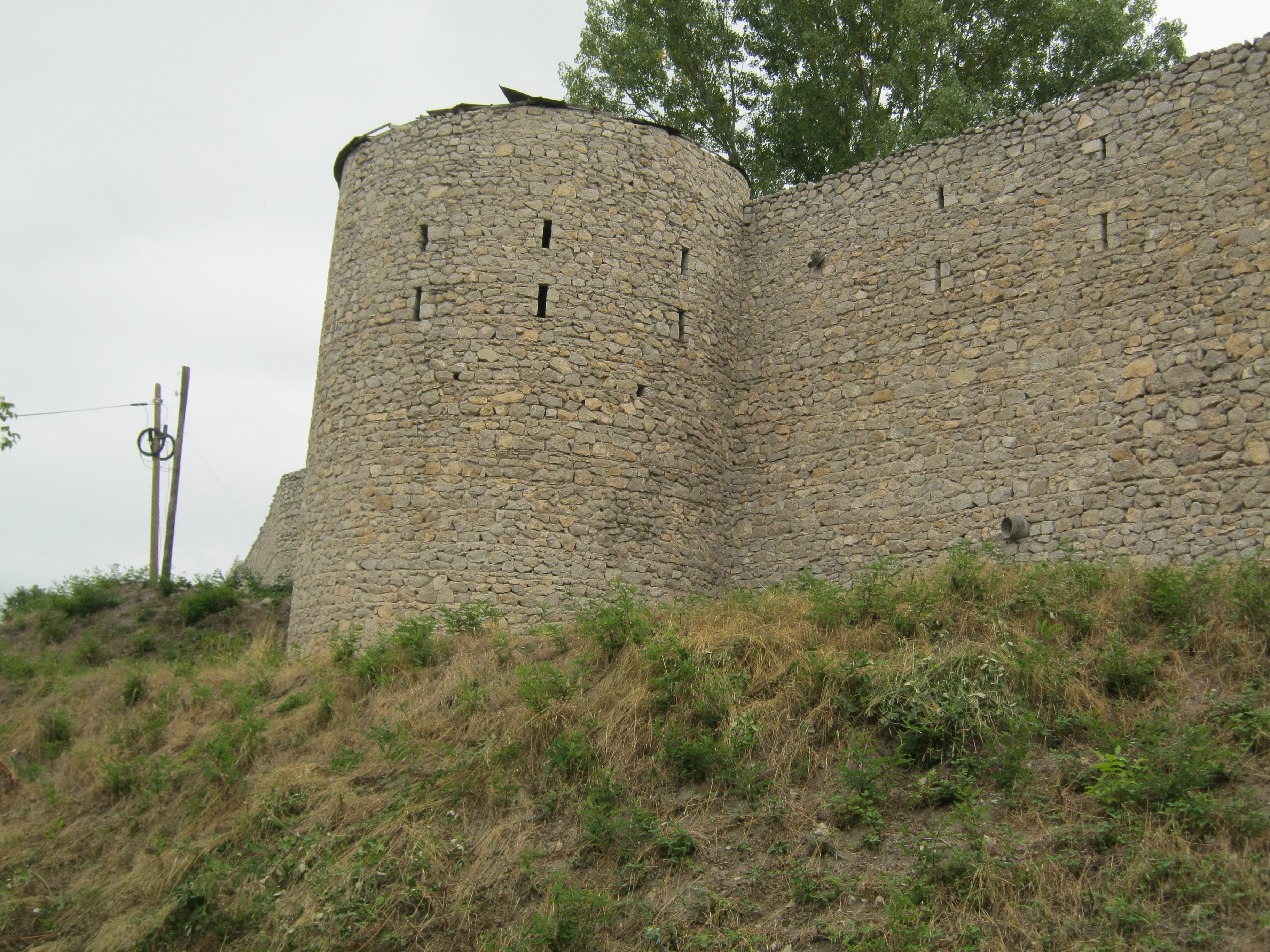